# War of the Green Lanterns
Война Зелёных Фонарей (англ. War of the Green Lanterns) — кроссовер-сюжет, опубликованный издательством DC Comics, старт которого состоялся в марте 2011 года. Сюжет разворачивается в трёх сериях — Green Lantern, Green Lantern Corps, и Green Lantern: Emerald Warriors и в каждой из серии написан своим писателем — Джефф Джонс в Green Lantern, Тони Бердард в Green Lantern Corps и Питер Томаси в Emerald Warriors и художниками Дугом Мэнке, Тайлером Киркхэмом и Фернандо Пасарином соответственно.
События разворачиваются вокруг Зелёных Фонарей Хэла Джордана, Кайла Райнера, Джона Стюарта, Гая Гарднера, Киловога и Гансета, которые противостоят своим коллегам по Корпусу, умы которых контролирует ренегат Стражей Вселенной Крона, намеревающийся похитить эмоциальные сущности всех Корпусов и захватить Вселенную.

## История публикаций и отзывы
До официального старта серии, в предыдущих сюжетах присутствовало несколько предпосылок к её началу. В частности, Гай Гарднер во время событий Темнейшей ночи и своего пребывания в Корпусе Красных Фонарей, частично увидел будущее, в котором исчезли все эмоциальные воплощения Корпусов и это привело к гражданской войне. DC анонсировала старт Войны Зелёных Фонарей в октябре 2010 года, а стартовала серия с пролога в марте 2011 года в выпуске Green Lantern vol. 4 #63 ,а после окончания основной серии планируется выпуск мини-серии War of the Green Lanterns: Aftermath, в которой рассказывается о последствиях войны.
Отзывы критиков о серии были большей частью положительны: Comic Book Resourses оценил Green Lantern vol. 4 #64 в 3.7/5, а IGN — 8/10

## Коллекционные издания
| Название                                 | Включённые выпуски                                                                                            | Дата        | ISBN               |
| ---------------------------------------- | --- | ----------- | ------------------ |
| Green Lantern: War of the Green Lanterns | Green Lantern vol. 4 #63 (пролог) и #64-67, Green Lantern Corps #58-60, Green Lantern: Emerald Warriors #8-10 | ноябрь 2011 | ISBN 1-4012-3234-5 |

## Хронологический порядок
- 01)Green Lantern vol. 4 # 63 (пролог)
- 02)Green Lantern vol. 4 # 64
- 03)Green Lantern Corps # 58
- 04)Green Lantern: Emerald Warriors # 8
- 05)Green Lantern vol. 4 # 65
- 06)Green Lantern Corps # 59
- 07)Green Lantern: Emerald Warriors # 9
- 08)Green Lantern vol. 4 # 66
- 09)Green Lantern Corps # 60
- 10)Green Lantern: Emerald Warriors # 10
- 11)Green Lantern vol. 4 # 67